# Powiat Gießen
Powiat Gießen (niem. Landkreis Gießen) – powiat w Niemczech, w kraju związkowym Hesja, w rejencji Gießen. Siedzibą powiatu jest miasto Gießen.

## Podział administracyjny
Powiat Gießen składa się z:
- 10 miast
- 8 gmin

Miasta:
| Lp. | Nazwa miasta      | Ludność (30.06.2013) | Powierzchnia km² |
| --- | ----------------- | -------------------- | ---------------- |
| 1   | Allendorf (Lumda) | 4141                 | 22,01            |
| 2   | Gießen            | 76810                | 72,56            |
| 3   | Grünberg          | 13613                | 89,25            |
| 4   | Hungen            | 12419                | 86,75            |
| 5   | Laubach           | 9662                 | 97,01            |
| 6   | Lich              | 13000                | 77,64            |
| 7   | Linden            | 12145                | 22,77            |
| 8   | Lollar            | 9811                 | 21,90            |
| 9   | Pohlheim          | 17547                | 38,00            |
| 10  | Staufenberg       | 8117                 | 28,13            |

Gminy:
| Lp. | Nazwa gminy | Ludność (30.06.2013) | Powierzchnia km² |
| --- | ----------- | -------------------- | ---------------- |
| 1   | Biebertal   | 9935                 | 43,92            |
| 2   | Buseck      | 12782                | 38,67            |
| 3   | Fernwald    | 6502                 | 21,57            |
| 4   | Heuchelheim | 7348                 | 10,58            |
| 5   | Langgöns    | 11550                | 52,54            |
| 6   | Rabenau     | 5041                 | 43,40            |
| 7   | Reiskirchen | 10183                | 44,99            |
| 8   | Wettenberg  | 12207                | 42,97            |